# قندايرالي (أديامان)
قندايرالي (بالكردية: Qindiralî‏) (بالتركية: Kındırali)‏ هي قرية كرديّة رشوانيّة تتبع إداريّاً لمديرية أديامان في محافظة أديامان التركية الواقعة في جنوب شرق الأناضول. وبلغ عدد سكانها 375 نسمة في عام 2021.